# Carlet (grup de bolets)
Els carlets o cabrits són bolets terrícoles, de carnosos a molt carnosos, més aviat compactes, de barret convex quan jove, aplanat en la maduresa; de superfície seca a viscosa; làmines adnates, escotades o decurrents; cama robusta, dura, amb o sense anell, calça o cortina i carn ferma, sovint abundant.

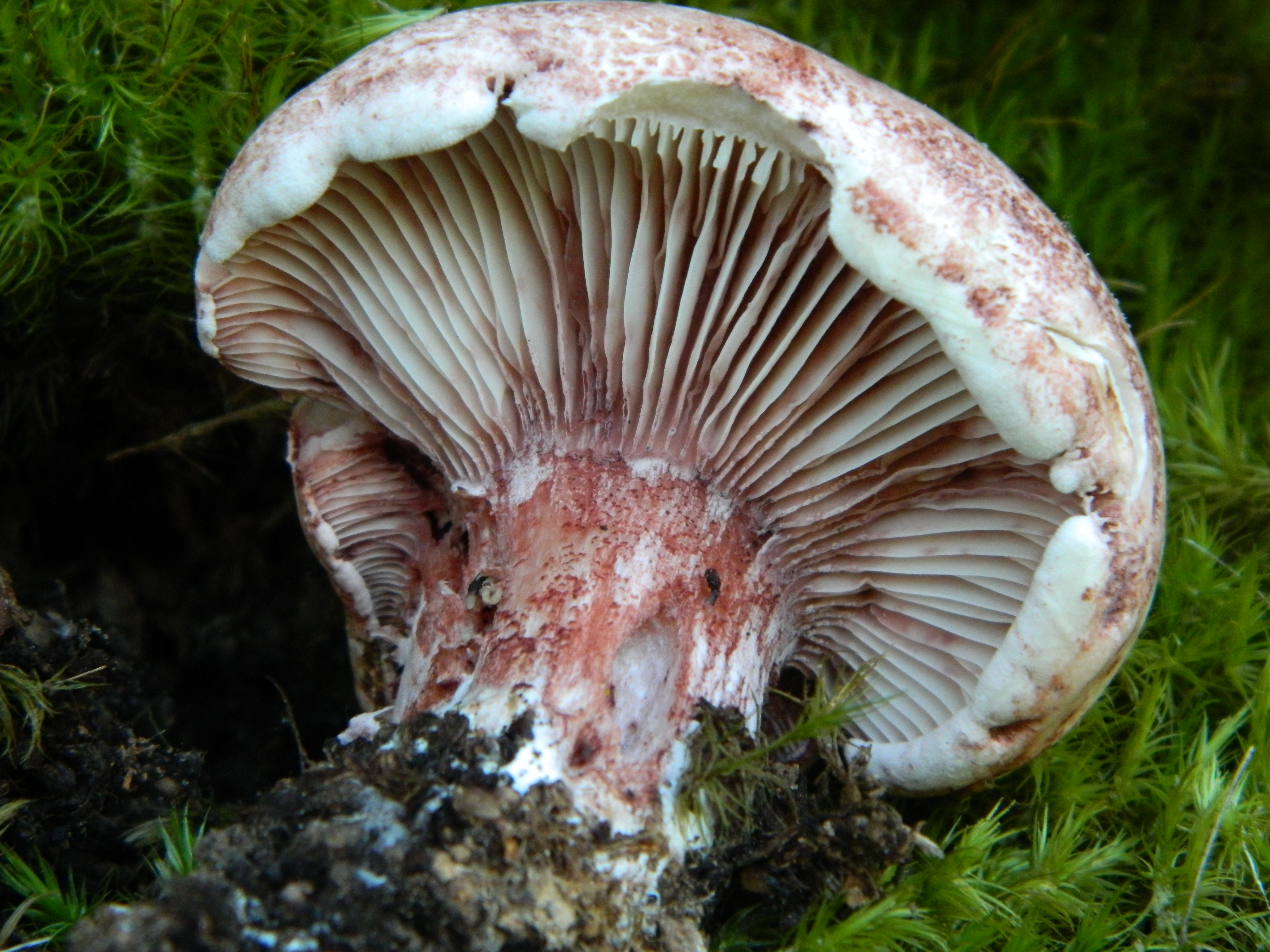
Carlet vermell (Hygrophorus russula)

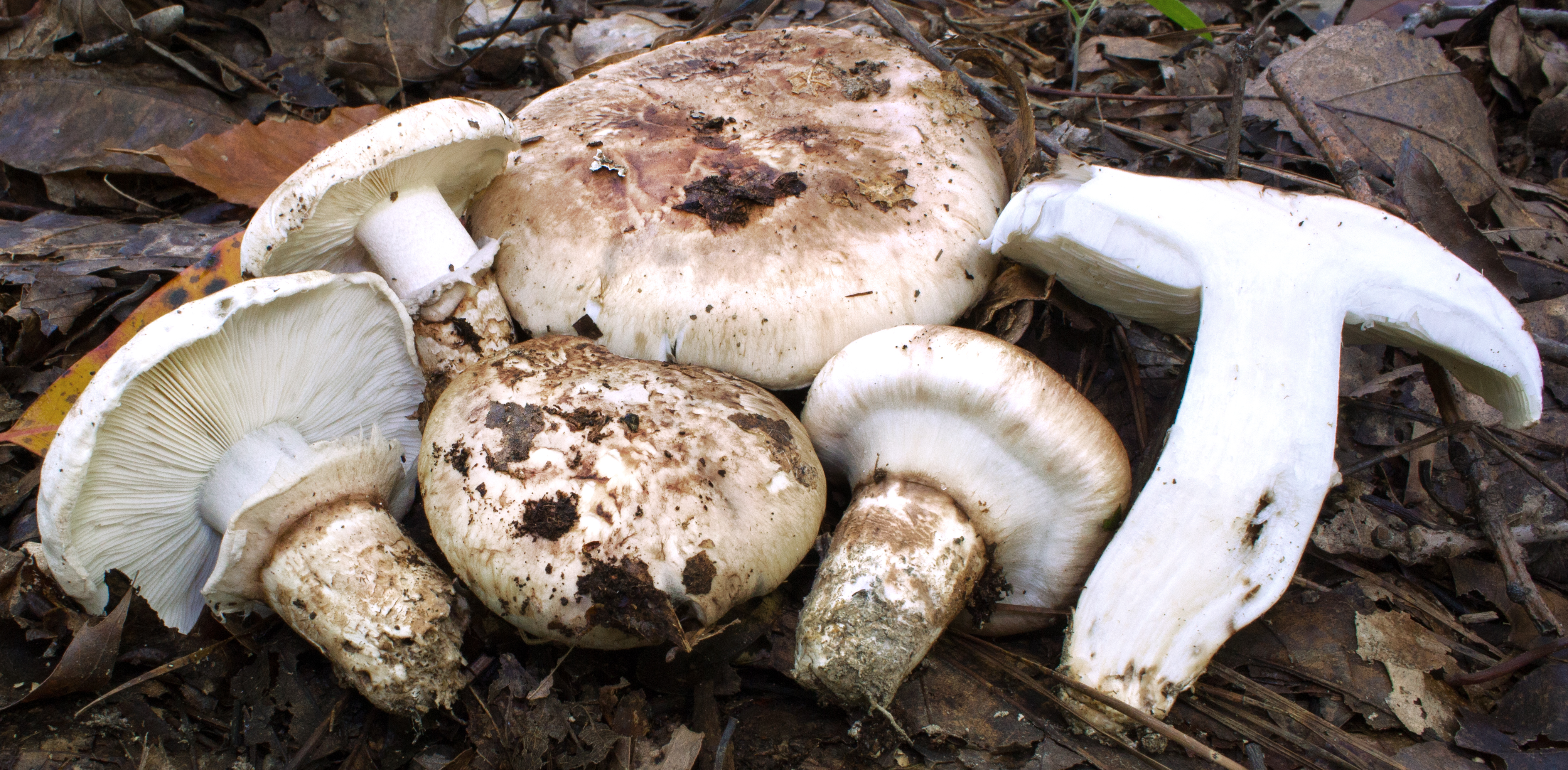
Moreu o garlandí (Tricholoma caligatum)

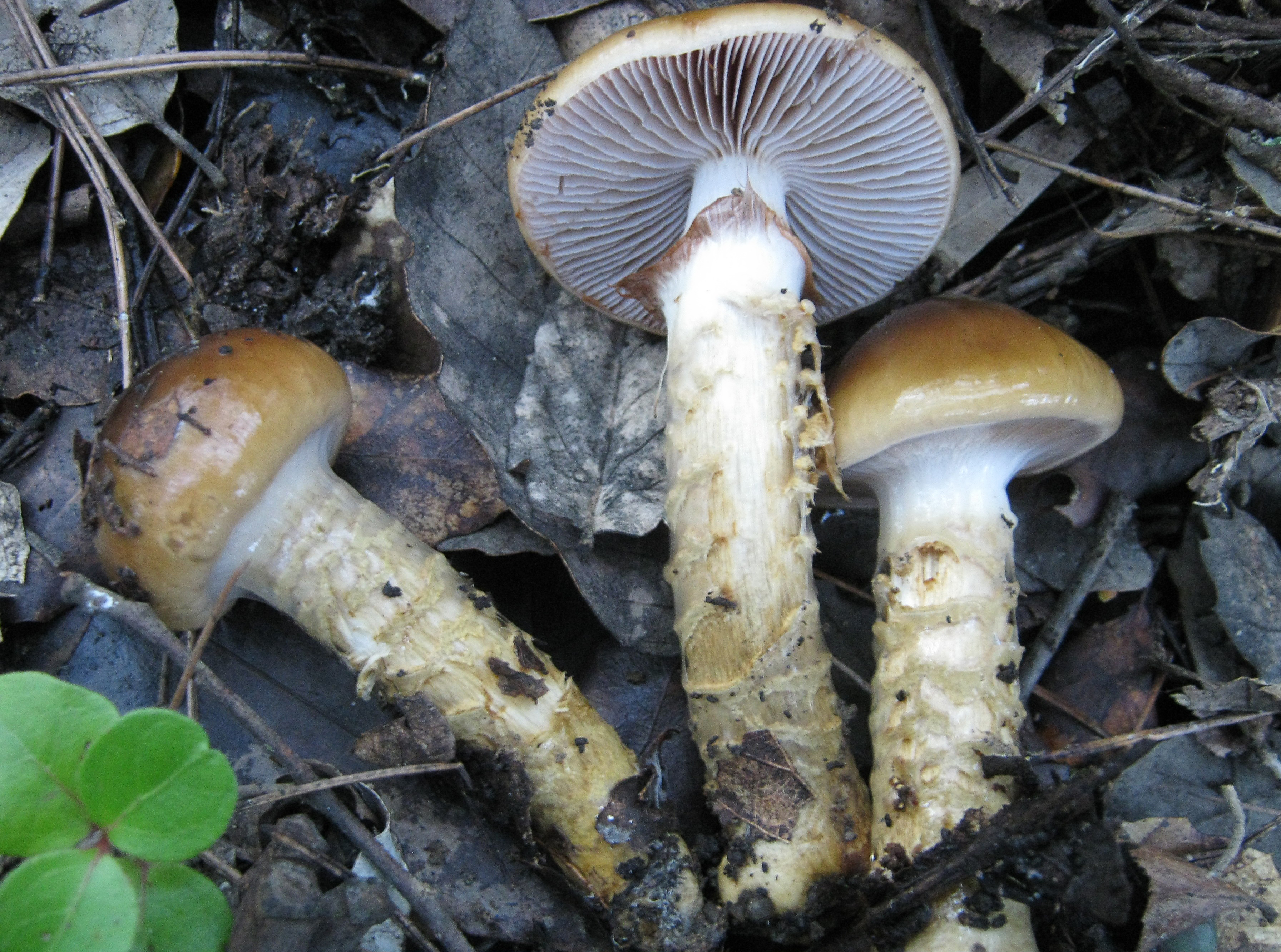
Mixaci (Cortinarius trivialis)

## Grups de carlets o cabrits
Es diferencien cinc grans grups de carlets o cabrits, s'indiquen les espècies més corrents:

### Carlets vermells, morats o foscos
És el grup més representatiu dels carlets, amb algunes espècies comestibles cercades habitualment.
- Entre els carlets o cabrits de barrets amb tons vermells a vinosos (Grup dels carlets vermells) més corrents hi trobem:
  - Hygrophorus persicolor, carlet de color préssec
  - Hygrophorus capreolarius, carlet dels cabirols
  - Hygrophorus purpurascens, carlet porpra
  - Hygrophorus russula, carlet vermell
  - Hygrophorus erubescens, carlet vermell d’avet.

- Entre els carlets o cabrits de barrets morats a liles (Grup dels carlets morats) més corrents hi trobem: 
  - Entoloma bloxamii, carlet de Bloxam
  - Rugosomyces ionides, carlet violaci

- Entre els carlets o cabrits de barrets grisencs a cendrosos (Grup dels carlets cendrosos) més corrents hi trobem: 
  - Hygrophorus atramentosus, carlet cendrós
  - Hygrophorus camarophyllus, carlet de cabrit
  - Hygrophorus agathosmus, llenega grisa
  - Tricholoma saponaceum, xaberniscle d’olor de sabó

- Entre els carlets o cabrits de barrets negres (Grup dels carlets negres) més corrents hi trobem: 
  - Hygrophorus camarophyllus carlet de cabrit
  - Hygrophorus marzuolus, carlet negre o marçot

### Carlets blancs, colometes i timoners
Es tracta de bolets que quan són joves tenen el barret de color blanc o blanquinós fins a cremós, però que amb l’edat poden esdevenir groc ocracis o rosacis.
És un grup reduït però de bolets força corrents, tant en boscos de planifolis com de coníferes, primordialment sobre sòls calcaris.
Entre els carlets o cabrits de barrets blancs o blanquinosos diferenciem tres grups:
- Carlets blancs i de làmines decurrents (Grup dels carlets blancs vers): 
  - Hygrophorus penarioides, carlet blanc
  - Hygrophorus melizeus,
  - Hygrophorus penarius, carlet blanc de fageda
  - Hygrophorus fagi, carlet blanc de fageda menut
  - Hygrophorus poetarum, carlet dels poetes
  - Cuphophyllus pratensis var. pallidus, carlet blanc de prat
- Carlets blancs de làmines escotades o adnates (Grups de les colometes): 
  - Tricholoma columbetta, colometa
  - Tricholoma album, falsa colometa
- Carlets d’ocracis a cremosos (poden tenir tons rosats o grisencs)(Grup dels timoners): 
  - Tricholoma acerbum, timoner
  - Leucopaxillus compactus, timoner de làmines grogues
  - Leucopaxillus tricolor, timoner dolç
  - Tricholoma roseoacerbum, timoner rosa
  - Entoloma sinuatum, carlet bord

### Carlets d'ovella,carlets rossosicarlins
Són carlets amb barret de tonalitats brunes (color bru vermellós, ataronjat, ferruginós, avellana a bru pàl·lid) a molt clares; poden estar desproveïts de restes de vel o bé disposar d’un anell gelatinós, membranós o fibrós, o bé una calça.:
Diferenciem cinc grups de carlets d'ovella, carlets rossos i carlins:
- Carlets de cama amb un anell evident, persistent i membranós (Grup dels carlets d’ovella calçats): 
  - Tricholoma caligatum, moreu
  - Tricholoma focale, moreu ataronjat
  - Tricholoma ilkkae, moreu de muntanya
  - Hebeloma radicosum, moreu de rel

- Carlets de color bru ataronjat a bru fosc i cutícula seca, de gairebé llisa a vellutada o esquamosa (Grup dels carlets d’ovella secs): 
  - Tricholoma imbricatum, carlet d’ovella escatós
  - Tricholoma inodermeum,
  - Tricholoma psammopus, carlet d’ovella puntejat
  - Tricholoma vaccinum, carlet d’ovella de pícea
  - Lepista amara, carlet amarg de pi
  - Tricholoma aurantium, carlet d’ovella taronja

- Carlets de color bru ataronjat a bru fosc i cutícula més o menys viscosa en temps humit (Grup dels carlets d’ovella viscosos): 
  - Tricholoma batschii, carlet d’ovella
  - Tricholoma colossus, carlet d’ovella colossal
  - Tricholoma ustaloides, carlet d’ovella amarg
  - Tricholoma fulvum, carlet d’ovella de carn groga
  - Tricholoma cedretorum, carlet d’ovella dels cedres
  - Tricholoma populinum, carlet d’ovella dels pollancres
  - Tricholoma quercetorum, carlet d’ovella dels roures
  - Tricholoma stans, carlet d’ovella dels roures
  - Tricholoma striatum, carlet d’ovella dels roures
  - Tricholoma pessundatum, carlet d’ovella dolç
  - Tricholoma albobrunneum, carlet d’ovella fibrós
  - Tricholoma ustale, carlet d’ovella fosc

- Carlets clars de làmines blanques o cremoses (Grup dels carlets rossos): 
  - Cuphophyllus pratensis, carlet ros de prat
  - Hygrophorus arbustivus, carlet bru
  - Hygrophorus arbustivus var. quercetorum, carlet bru d’alzinar
  - Hygrophorus leucophaeus, carlet blanc i bru
  - Hygrophorus leucophaeo-ilicis, carlet blanc i bru d’alzinar
  - Hygrophorus nemoreus, carlet roig
  - Hygrophorus poetarum, carlet dels poetes
  - Hygrophorus pseudodiscoideus
  - Hygrophorus pseudodiscoideus var. cistophilus, carlet ros d’estepa
  - Hygrophorus pudorinus, carlet ros d’avet

- Carlets clars de làmines de color bru a bru pàl·lid (làmines color cafè amb llet)(Grup dels carlins): 
  - Hebeloma laterinum, carlí
  - Hebeloma alpinum, carlí alpí
  - Hebeloma sarcophyllum, carlí carni
  - Hebeloma leucosarx, carlí clar
  - Hebeloma anthracophilum, carlí de carbonera
  - Hebeloma crustuliniforme, carlí de crosta de pa
  - Hebeloma sinapizans), carlí de rave
  - Hebeloma sacchariolens, carlí dolç
  - Hebeloma theobrominum, carlí truncat

### Xaberniscles o carlets grocs
Carlets de barret groc, verd groguenc o olivaci (bru olivaci, gris olivaci o negre olivaci), a vegades de barret tacat de blanc o de gris negrós a negre però aleshores sempre amb algun punt de les làmines o la cama tintades de groc.
Solen ser bolets de final de temporada, que apareixen parcialment soterrats, de superfície viscosa en temps humit
Per les característiques de la seva olor diferenciem dos grups de xaberniscles: 
- Xaberniscles amb olor farinosa, olor de sabó o d’olor poc marcada (Xaberniscles vers): 
  - Tricholoma equestre, xaberniscle, verderol, canari
  - Tricholoma sejunctum, xaberniscle blanc
  - Tricholoma sudum, xaberniscle cendrós
  - Tricholoma frondosae,Tricholoma joachimii, xaberniscle dels pollancres
  - Tricholoma saponaceum, xaberniscle d’olor de sabó
  - Tricholoma portentosum, xaberniscle negre o fredolic llenegat
- Xaberniscles amb forta olor de gas, desagradable (Pixaconills): 
  - Tricholoma bufonium, pixaconill de muntanya
  - Tricholoma sulphureum, pixaconill ver, pixaconill pudent o groguet pudent

### Carlets de cortina
Són carlets de làmines d’escotades a adnates, de colors molt diversos, però que es tenyeixen d’ocraci a rovell en madurar les espores.
Presenten un vel, que pot ser parcialment viscós i que ben aviat es transforma en cortina de filaments translúcids. En el jove la cortina uneix el marge del barret amb la cama, es tenyeix per adherència de les espores i, en madurar i expandir el barret, els filaments es trenquen i queden adherits a la cama
Tots els carlets de cortina són bolets micorrízics
Els carlets de cortina pertanyen al gènere Cortinarius, un gènere extraordinàriament complex pel que fa a identificació. Hi ha descrites més de dos milers d’espècies.
- Carlets de cortina amb barret i cama viscosa (Grup dels mixacis): 
  - Cortinarius trivialis, mixaci
  - Cortinarius croceocaeruleus, mixaci blau de carn amarga
  - Cortinarius salor, mixaci blau de carn dolça
  - Cortinarius elatior, mixaci camallarg
  - Cortinarius mucosus, mixaci de pi roig

- Carlets de cortina amb barret viscós, cama seca i peu sovint bulbós (que pot ser emarginat) (Grup dels flegmacis): 
  - Cortinarius infractus, flegmaci amarg
  - Cortinarius eucaeruleus, flegmaci blau
  - Cortinarius caligatus, flegmaci calçat
  - Cortinarius odorifer, flegmaci d’olor d‘anís
  - Cortinarius aleuriosmus, flegmaci d’olor de farina
  - Cortinarius elegantissimus, flegmaci de cortina verda
  - Cortinarius calochrous, flegmaci groc de barret nu
  - Cortinarius praestans, flegmaci gros
  - Cortinarius ionochlorus, flegmaci verdós d’alzinar
  - Cortinarius rufo-olivaceus, flegmaci vermell

- Carlets de cortina de barret sec, poc o gens higròfan; bolets de tons intensos, de violeta a bru groguenc o bru vermellós (Grup dels cortinaris vers): 
  - Cortinarius cinnamomeus, cortinari canyella
  - Cortinarius semisanguineus, cortinari de sang i cama groga
  - Cortinarius cinnamomeoluteus, cortinari groc canyella
  - Cortinarius orellanus, cortinari metzinós
  - Cortinarius violaceus, cortinari violaci de fageda
  - Cortinarius hercynicus, cortinari violaci de pineda

- Carlets de cortina de barret sec a greixós, generalment higròfan; bolets de tons mats, de grisencs o gris violacis a brunencs (	Grup dels telamonis): 
  - Cortinarius caperatus, cogomella arrugada
  - Cortinarius cinnabarinus, telamoni cinabarí
  - Cortinarius armillatus, telamoni de bedoll
  - Cortinarius bulliardii, telamoni de Bulliard.